# Hans Wagner (politicus)
Hans-Christoph (Hans) Wagner (Hamburg (Duitsland), 14 april 1963) is een bestuurder, manager en voormalig Nederlands politicus van de Partij van de Arbeid. Vanaf 17 juni 2013 was hij zes jaar burgemeester van Albrandswaard, daarvoor was hij werkzaam in het bedrijfsleven. In 2006 was hij lid van de Tweede Kamer.

## Opleiding en Bedrijfsleven
Hans Wagner is geboren in Duitsland, groeide op in Nijmegen en behaalde 1981 het vwo-diploma aan het Dominicus College. Daarna studeerde hij Informatica aan de Katholieke Universiteit Nijmegen en was hij hoofdredacteur van het Algemeen Nijmeegs Studentenblad.
Na het behalen van zijn doctoraalexamen in 1987 verhuisde hij naar (West-)Berlijn, waar hij tot medio 1996 in het bedrijfsleven werkzaam was op de gebieden van algoritmen, multimedia en communicatie. Begin jaren '90 managede hij Europese samenwerkingsprojecten die tot doel hadden het leren en trainen op de werkplek in het midden- en kleinbedrijf (MKB) te vereenvoudigen en te stimuleren door inzet van innovatieve communicatietechnologie.
In de zomer 1996 verhuisde hij terug naar Nederland. Hij bekleedde tot juni 2013 diverse advies- en managementfuncties bij automatiseerders, organisatieadviesbureaus en communicatiebureaus. Sinds de zomer 2019 is hij weer zelfstandig ondernemer. In april 2023 trad hij toe als voorzitter van de Raad van Toezicht van Stichting HackShield Future Cyber Heroes.

## Politiek
In de Berlijnse periode werd hij lid van de SPD in de Berlijnse deelgemeente Kreuzberg en werd in 1994 de voorzitter/partijleider van de SPD Kreuzberg.
Terug in Nederland was hij actief in de PvdA-afdeling Voorburg, dat later opging in Leidschendam-Voorburg. Bij de gemeenteraadsverkiezingen van 2006 werd hij gekozen in de raad van deze gemeente. Korte tijd later werd echter bekend dat hij Adri Duivesteijn zou opvolgen als Kamerlid. Vanaf september 2009 tot het einde van de raadsperiode was hij opnieuw lid van de gemeenteraad.
In de Kamer hield Wagner zich bezig met binnenlandse zaken, justitie en Koninkrijksrelaties en was hij fractiewoordvoerder Leefbaarheid en Veiligheid. Zijn portefeuille omvatte onder meer georganiseerde criminaliteit, cameratoezicht en het veiligheidsprogramma.
Bij de Tweede Kamerverkiezingen 2006 was hij niet opnieuw kandidaat en op 29 november 2006 nam Wagner afscheid van het parlement en keerde terug naar het bedrijfsleven.
In de zomer van 2025 zegde hij zijn lidmaatschap van de PvdA op.

## Burgemeester
Op 2 april 2013 werd hij door de gemeenteraad van Albrandswaard voorgedragen als burgemeester. Op 21 mei 2013 werd de voordracht door de ministerraad overgenomen en vervolgens werd hij benoemd per 17 juni 2013. Op 11 juni 2018 gaf hij aan geen tweede ambtstermijn te ambiëren. Op 17 juni 2019 eindigde zijn ambtstermijn.
Als de eerste voorzitter van de landschapstafel IJsselmonde bracht hij partijen samen in het belang van natuur en landschap op het eiland IJsselmonde en zijn de partijen tot een gedragen visie en uitvoeringsprogramma gekomen.
Hij leidde de drivergoep Geweld van de politieregio Rotterdam die onder andere Huiselijk Geweld, Kindermishandeling en Financiële Uitbuiting van Ouderen onder de (politieke) aandacht bracht.
Als dagelijks bestuurder en als voorzitter (2015 en 2018) heeft hij de Gemeenschappelijke Regeling BAR-organisatie (ambtelijke fusie-organisatie van de gemeenten Barendrecht, Albrandswaard en Ridderkerk) mee opgericht en mee verder doorontwikkeld tot een solide organisatie.
Hij was vanaf juli 2013 tot juni 2019 bestuurslid van het Deltaport Donatiefonds het Burenfonds van Haven en Industrie.

### Op de Rode Bank
Om de inwoners beter te leren kennen reisde Wagner regelmatig met een Rode Bank door de gemeente en nodigde hij inwoners uit om met hem erop plaats te nemen en een gesprek aan te gaan. Vanaf 2017 werd de Rode Bank ook gebruikt om in het openbaar over thema's die betrekking hebben op Openbare Orde en Veiligheid in gesprek te gaan o.a. met de plaatselijke GGZ instelling Antes/Delta, met de Veiligheidsregio Rotterdam Rijnmond en de Politie-eenheid Rotterdam en met lokale Horeca-ondernemers.

### Eerste door de Koning benoemde burgemeester
Hans Wagner is de eerste door Koning Willem-Alexander benoemde burgemeester.
„Het besluit van 17 mei 2013, no. 13.000996 houdende benoeming van een burgemeester in Albrandswaard.“ was het eerste besluit houdende de benoeming van een burgemeester dat door Koning Willem-Alexander werd getekend.
- International Standard Name Identifier: 0000 0003 9266 6581
- Nederlandse Thesaurus van Auteursnamen: 07298533X
- Parlement.com: vhay1cax4wbg
- Virtual International Authority File: 286792541
- WorldCat: E39PBJccfqqv6bbhTkvxHX8t8C